# Долня Прекопа
Долня Прекопа (словен. Dolnja Prekopa) — поселення в общині Костанєвиця-на-Кркі, Споднєпосавський регіон, Словенія. Висота над рівнем моря: 158 м.